# 广汕铁路
广州至汕尾铁路，简称广汕铁路，与汕汕铁路合并简称甬广高速铁路汕广段，又名广汕客运专线、广汕高速铁路，是广东省一条连接广州市、惠州市和汕尾市的高速铁路，甬廣高速鐵路的组成部分。线路西起广州站，经惠州市的博罗县、惠城区、惠东县以及深圳市的深汕特别合作区，东止于汕尾站，与汕汕铁路直通往汕头站，全长239.86公里，新设7个车站。
广汕铁路新塘至汕尾段2017年7月先期开工，2019年9月全线开工，2023年9月26日建成通车。而广州东至新塘段预计于2024年落实建设，广州至广州东段则利用既有广深铁路。广汕铁路初期将与广深铁路直通运行以接入广州市区。

## 概况
新建广州至汕尾铁路工程以广深铁路新塘站向东引出，沿广深铁路北侧行至仙村后偏离既有铁路至石滩镇以北设增城南站；跨越增江、广惠高速公路，在博罗县长宁镇以东设罗浮山站；向东再次跨越广惠高速公路，至罗阳街道设博罗站；向东跨越东江折向东南，至惠城区三栋镇以北设惠城南站；向东在惠东县南部设惠东南站；随后向东穿越莲花山脉，至汕尾市深汕合作区赤石镇设深汕站；继续东行跨越长沙湾后引入厦深铁路汕尾站。其中新塘至增城南设计速度目标值250公里/小时；增城南至汕尾设计速度目标值350公里/小时。广汕正线从新塘站至汕尾站全长203.36km。
新塘至汕尾段工程还包括引入广州枢纽、惠州地区和汕尾地区配套工程：新建广州东北货车外绕线广州北站至长冈站上下行联络线、赣深客专惠州北站至本线广州方向上下行客车联络线、赣深高铁仲恺站往汕尾方向上下行客车联络线、新塘动走线、新塘动车运用所及石牌客整所改造为动车运用所。
广州东至新塘段（广州东站至新塘站五六线）线路起于广州东站，终止于新塘站，与既有广深铁路并行。线路自广州东站地面场引出，利用原动走线路径路基下穿五山路桥梁后，于翰景路北侧向下进入隧道，沿广深铁路南侧行进至丰乐北路后露出地面，依次下穿镇东路上跨乌涌、文涌后线路继续向东，隧道下穿中石化运煤通道、广澳高速后折至广深铁路北侧行进，下穿多条高速、市政道路及穗莞深城际后，接上广汕高铁于新塘站预留线位。正线线路全长30.014km，隧道2座长度分别为11.268km、13.801km，桥梁3座0.359km，桥隧比84.7%，按双线、200公里/小时标准建设。
广州东至新塘段项目相关配套工程包括广州东至石牌区间改建、广州东站改造、广州东动车运用所、新建牵引变电所、广州动车所改建以及新塘动车所扩建。广州东站改造后总规模为14台24线（含正线），其中地面场设8台14线，地下场设6台10线。广州东动车所总规模为库线6条（折合长编组），存车线34条（折合长编组）。新塘站改建工程在既有广汕铁路新塘站西端咽喉北侧新建综合维修工区。在广州东站新建一座110kV牵引变电所，并与广州东电力变配电所合建，为广州东站、广州东动车运用所、广州东至新塘区段牵引和电力负荷供电。广州动车所在既有广州客整所基础上进行改建，一期动车存车线20条，检修库线6条（4线设备），并预留二期工程扩建31条存车线，最终规模为存车线51条、检修库线6条；新塘动车所实施预留的8条存车线。

## 历史

### 工程背景
珠三角地区和潮汕地区是广东省两大城市区，人货交流相当频繁，但由于历史原因缺乏直接的铁路通道；最早的广梅汕铁路绕道龙川及梅州，速度较慢，行车时间较长；即使在2013年开通了途经潮汕的厦深铁路，但通车不久客量已日趨饱和，加上终点在深圳北站，列车欲延伸至广州须经过广深港高铁或广深铁路，但这两者的车流量日益飽和，限制了广州前往潮汕地区的开通列车数量，影响了两地的人流往来。加上惠州的博罗县经济发展受制于没有铁路，因此广东省决定牵头建设广州至汕尾铁路来弥补这一空缺。

### 规划及施工

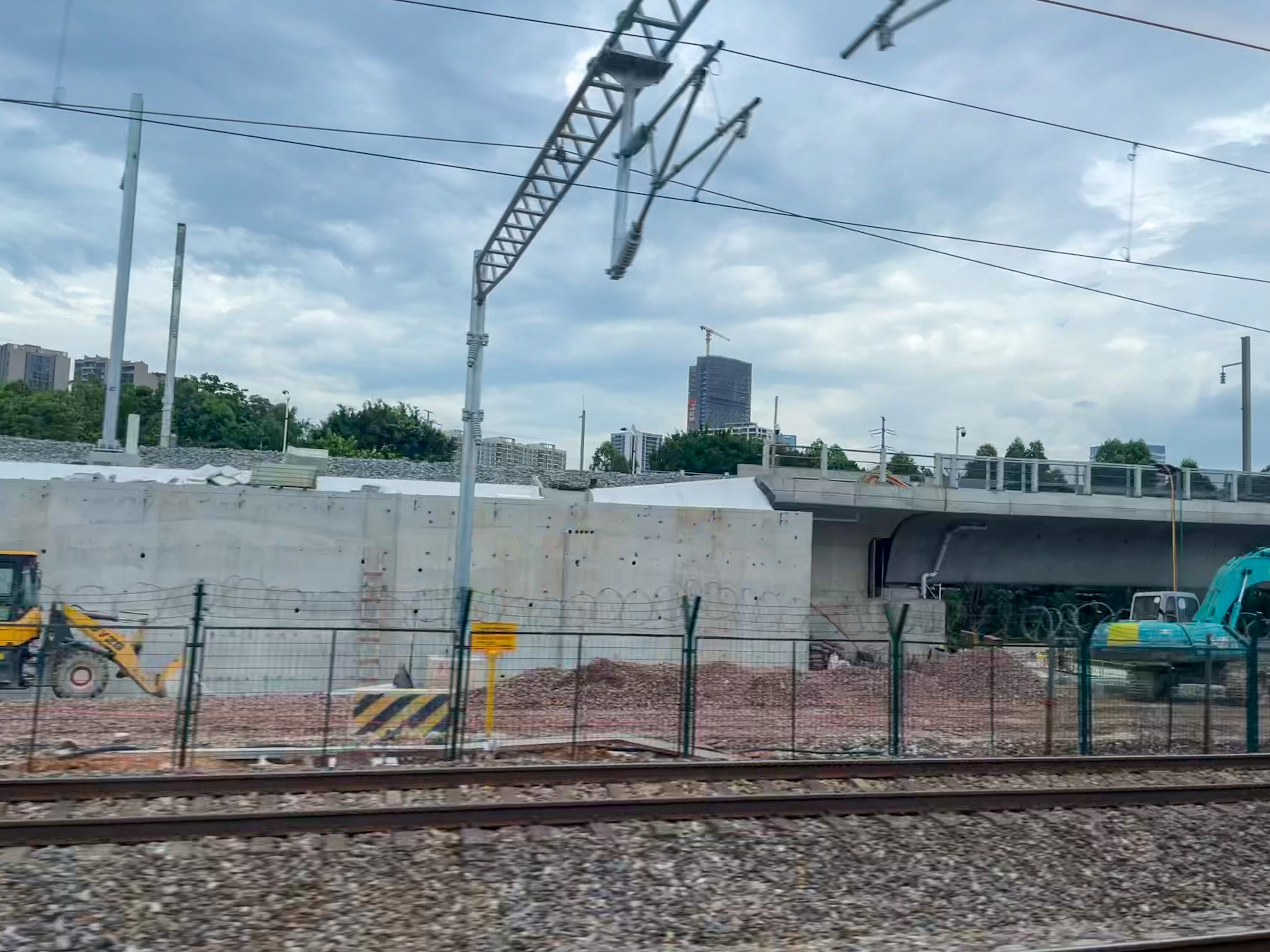
建设中的广汕铁路新塘站前段路基与高架交界处

2011年项目通过预可行性研究报告评审，当时又称厦深铁路广州支线，但2012年暂停推进。
2015年的广东省人大上，惠州代表团提出《关于尽快启动广汕铁路项目建设的建议》，希望尽早确定出资模式。
2015年12月，中国铁路总公司在广州增城组织召开了广州至汕尾客运专线可行性研究报告评审会。
2016年3月22日，广汕铁路选线规划研究会议在北京召开。之后确定现有线位。
2017年7月5日，广汕铁路在广州、惠州、汕尾三地同步开工。
2018年12月29日，中国铁路总公司和广东省人民政府联合批复了新建广州（新塘）至汕尾铁路初步设计。
2020年6月25日，全线第一榀箱梁成功架设。
2021年10月28日，最长单线隧道红仔岭隧道贯通。
2022年3月25日，全线重难点控制性工程红花嶂隧道顺利贯通。5月9日，跨京九铁路特大桥连续梁完成高空转体并精准合龙对接，该桥跨越京九铁路、长深高速公路、惠州市市政道路惠新大道。9月6日，全线最后一座隧道山下隧道安全顺利贯通。9月13日，最后一座铁路大桥增江特大桥成功合龙。10月25日，全线箱梁架设完成。11月18日，全线进入铺轨阶段。
2023年2月4日，全线完成单线铺轨；2月23日，完成正线轨道铺设。6月21日，全线开启冷滑试验。6月27日，全线接触网成功送电；6月28日，启动热滑试验。7月10日，全线开始联调联试。8月29日，全线进入试运行阶段。

### 运营
2023年9月26日，广汕高铁正线，以及连接赣深高铁的麻仲、惠罗联络线正式开通运营。

## 车站及接驳路线
| 车站名称                     | 所在区域 | 所在区域       | 启用日期       | 连接铁路                                | 城市軌道交通換乘路線                                                     |
| ---------------------------- | -------- | -------------- | -------------- | --------------------------------------- | ------------------------------------------------------------------------ |
| 广深铁路／广州东～新塘五六线 |          |                |                |                                         |                                                                          |
| 广州                         | 广州市   | 越秀区         | 1974年4月12日  | 京广铁路 廣深鐵路 广茂铁路 广清城际铁路 | 广州地铁2号线 广州地铁5号线 广州地铁11号线 广州地铁14号线 广州地铁22号线 |
| 广州东                       | 广州市   | 天河区         | 1940年         | 廣深鐵路                                | 广州地铁1号线 广州地铁3号线 广州地铁11号线 广州地铁18号线                |
| 广汕铁路正线                 |          |                |                |                                         |                                                                          |
| 新塘                         | 广州市   | 增城区         | 2023年9月26日  | 廣深鐵路 新塘南站： 穗深城际铁路        | 广州地铁13号线                                                           |
| 增城                         | 广州市   | 增城区         | 2023年9月26日  |                                         |                                                                          |
| 罗浮山                       | 惠州市   | 博罗县         | 2023年9月26日  |                                         |                                                                          |
| 博罗                         | 惠州市   | 博罗县         | 2023年9月26日  | 赣深客运专线惠罗联络线                  |                                                                          |
| 惠州南                       | 惠州市   | 惠城区         | 2023年9月26日  | 赣深客运专线麻仲联络线 深惠城际铁路     |                                                                          |
| 惠东                         | 惠州市   | 惠东县         | 2023年9月26日  |                                         |                                                                          |
| 深汕                         | 深圳市   | 深汕特别合作区 | 建设中         | 深汕高速铁路                            |                                                                          |
| 汕尾                         | 汕尾市   | 城区           | 2013年12月28日 | 厦深铁路 汕汕铁路                       |                                                                          |